# Marienbad (Spiel)
Das Spiel Marienbad ist eine Variante des Nim- bzw. Misère-Spiels, die durch den Film Letztes Jahr in Marienbad von Alain Resnais aus dem Jahre 1961 berühmt wurde.

## Die Regeln

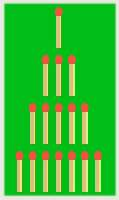

Ein Spieler legt sechzehn Streichhölzer in vier Reihen gemäß dem neben stehenden Schema auf:
Die beiden Spieler nehmen abwechselnd Streichhölzer aus einer der Reihen weg.
Bei einem Zug dürfen nur Streichhölzer aus einer einzigen Reihe entfernt werden; es ist jedoch der Entscheidung des Spielers überlassen, wie viele: mindestens eines, höchstens alle.
Der Spieler, der das letzte Streichholz wegnehmen muss, verliert.

## Gewinnstrategie
Bei diesem Spiel existiert eine Gewinnstrategie für den Nachziehenden (siehe Nim-Spiel), dazu schreibt man die Anzahl der Streichhölzer in den einzelnen Reihen im Dualsystem:
```
1 = 0 0 1
3 = 0 1 1
5 = 1 0 1
7 = 1 1 1
```

und bildet die entsprechenden Spaltensummen, d. h.
```
S = 2 2 4
```

Diese Spaltensummen sind in der Ausgangsposition alle gerade.
Um das Spiel mit Sicherheit gewinnen zu können, muss man folgende zwei Strategien nacheinander beachten:
Anfangsstrategie
Man lässt den Gegner beginnen: Je nachdem wie der Gegner zieht, muss man im nächsten Zug genau so viele Streichhölzer entfernen, dass danach wieder alle Spaltensummen gerade sind.
Beginnt man selbst, kann man den Sieg nicht erzwingen; man muss hoffen, dass der Gegner die Strategie nicht kennt und es durch einen Fehler ermöglicht, dass man selbst wieder gerade Spaltensummen herstellen kann.
Beispiel 1
Angenommen der erste Spieler nimmt im ersten Zug alle sieben Streichhölzer der vierten Reihe weg, so gilt
```
1 = 0 0 1
3 = 0 1 1
5 = 1 0 1
0 = 0 0 0
```

und die entsprechenden Spaltensummen ergeben
```
S = 1 1 3.
```

Nun nimmt der zweite Spieler drei Streichhölzchen aus der dritten Reihe fort:
```
1 = 0 0 1
3 = 0 1 1
2 = 0 1 0
0 = 0 0 0
```

und die Spaltensummen
```
S = 0 2 2
```

sind wieder sämtlich gerade.
Auf diese Art setzt man das Spiel solange fort, bis es zu einer Stellung kommt, in der man durch einen Zug nur Reihen mit je einem Streichholz erhalten kann. - Jetzt achtet man nur noch auf die Anzahl der Streichhölzer und die Anzahl der Reihen und nicht mehr auf die Dualsummen.
Endstrategie
Man zieht so, dass nach dem Zug eine ungerade Anzahl von Einser-Reihen entsteht.
Durch diese Spielweise wird der Gegner gezwungen, das letzte Streichholz aufzunehmen.
Beispiel 2
Man findet folgende Stellung vor:
```
| 

| 

|||||
```

Man nimmt aus der letzten Reihe gemäß Endstrategie vier Streichhölzchen weg, so dass eines bleibt. - Der andere wird so gezwungen das letzte zu nehmen.
Beispiel 1 (Fortsetzung)
Angenommen der erste Spieler nimmt aus der zweiten Reihe ein Hölzchen, so dass folgende Stellung entsteht:
```
| 

|| 

||
```

so nimmt der zweite Spieler gemäß der Anfangsstrategie aus der ersten Reihe das Streichholz weg.
```
|| 

||
```

Nimmt der erste Spieler jetzt ein Streichholz, so nimmt der zweite gemäß der Endstrategie die andere Reihe ganz weg. Nimmt der erste dagegen eine Reihe ganz, so nimmt der zweite von der anderen eins weg. Der erste Spieler muss in beiden Fällen das letzte Hölzchen nehmen.